# Kriser och kransar
Kriser och kransar är en diktsamling av Birger Sjöberg utgiven 1926.
Med Kriser och kransar tog Sjöberg det överraskande steget från idylliker i Fridas bok till en uttrycksfull och säregen modernism. Samlingen tillkom i ett febrilt skaparrus och under inflytande av modern konst. Dikterna karakteriseras av ett suggestivt och expressivt bildspråk som skildrar brustenhet, splittring och själsnöd. Med sitt kärva och oförställda språk avslöjas falskhet och lögn med en hallucinatorisk intensitet.
Kriser och kransar möttes av oförståelse hos samtida kritiker och publik, men är senare betraktad som ett av den svenska litteraturens stora banbrytande mästerverk.